# Nuno Treez
Nuno Treez fue un juglar gallego del siglo XIII.

## Biografía
No quedan datos biográficos. Su obra está relacionada con una ermita consagrada a San Clemente, en base a ello, estudiosos como Ramón Menéndez Pidal sostienen que era un juglar y lo sitúan en una isla de Pontevedra situada en la parroquia de Santa María de Ardán en Bueu. Sin embargo, el profesor José Luis Couceiro, apunta a que puede proceder del municipio coruñés de Narón, donde hubo una ermita dedicada a San Clemente. el profesor Xabier Ron Fernández sostiene que se trata de un juglar gallego natural de la localidad orensana de Trez (en el municipio de Laza) que aparece en documentación del monasterio de Montederramo.    

## Obra
Se conservan 4 cantigas de amigo, pertenecientes al subgénero denominado Cantigas de romería.